# Черкасский, Михаил Яковлевич
Князь Михаил Яковлевич Черкасский (ок. 1648 — 28 июня 1712) — ближний боярин (1684) из рода Черкасских, воевода в Великом Новгороде (1685) и Тобольске (1697). Старший сын крупного полководца князя Якова Куденетовича Черкасского (ум. 1666) и княжны Евдокии Семеновны Прозоровской.

## Биография
В 1680 году князь Михаил Черкасский был назначен стольником к восьмилетнему царевичу Петру Алексеевичу. Неотлучное нахождение при будущем царе сыграло в жизни Михаила Яковлевича огромную роль. Пользовался полным доверием и большим уважением со стороны самого Петра и его ближайшего окружения. В 1682 году после воцарения братьев Петра и Ивана Черкасский получил боярство, а в 1684 году стал ближним боярином. В 1685 году он был назначен воеводой в Великий Новгород.
В 1697 году Пётр I назначил Черкасского воеводой в Тобольск. В помощники для управления и освоения Сибирского края был ему придан в «товарищи» его собственный старший сын Петр. По прибытии в Тобольск князь Михаил принялся изыскивать руды, строить железоплавильные и орудийные заводы, прокладывать дороги и строить населенные пункты. Русская армия и флот стали получать из Сибири орудия, отливавшиеся к этому времени по науке (по чертежам). Сибирь стала пополнять казну драгоценными металлами, а также направлять в центр богатое сырье. Царь с похвалой отзывался о деятельности Черкасского.
В сентябре 1701 года в Тобольске скончался Пётр Черкасский. В следующем году на его место был отправлен младший сын Михаила Яковлевича стольник Алексей. Русская армия продолжала регулярно получать из Сибири вооружение, боеприпасы, а казна — золото, серебро и другие драгоценные маталлы, также поставлялись пушнина и корабельный лес.
По заданию царя Петра Черкасский углублял и расширял работы по освоению сибирских просторов: строятся города с каменными зданиями, кирпичные заводы, соляные копи, лесоплавильные заводы. В Сибирь направляются мастеровые и служилые люди.
Отец и сын Черкасские сыграли большую роль в становлении и укреплении русской армии и государства. Пётр I был благодарен им, по его собственным словам, «…за приумножение и неусыпное исполнение государственных дел, приумножение денежных доходов и хлебных запасов, бепристрастное и бескорыстное управление, учреждение железных заводов для отливки пушек, мортир, гаубиц, за делание в Тобольске фузей, тесаков и других орудий, необходимых к обороне не только Сибирского, но и Московского и прочих государств, подвластных великому государю, а также за отыскание в Сибири селитры и за верность и усердие в службе в самом Тобольске…»
В 1710 году Черкасские вернулись из Сибири. В июне 1712 года князь Михаил скончался.

## Семья
Михаил Яковлевич Черкасский был женат с 1667 года на княжне Марфе Яковлевне Одоевской (ум. 1699), дочери ближнего боярина и воеводы князя Якова Никитича Одоевского (ум. 1697) и Анны Михайловны Пронской, от брака с которой имел двух сыновей (Петр и Алексей) и четыре дочери (Ирина, Прасковья, Мария и Анна):
- Петр Михайлович Черкасский (ум. в сентябре 1701 года в Тобольске) — стольник, капитан Преображенского полка, воевода в Тобольске (1697—1701), заместитель и помощник своего отца. В октябре 1696 года женился на княжне Марии Борисовне Голицыной, дочери боярина и воеводы князя Бориса Алексеевича Голицына (1654—1713) и Марии Федоровны Хворостининой (1651—1723).
- Алексей Михайлович Черкасский (28 сентября 1680 — 4 ноября 1742) — стольник, воевода в Тобольске (1702—1710), заместитель и помощник своего отца. Начальник городской канцелярии и обер-комиссар Санкт-Петербурга (1714), 2-й губернатор Сибири (1719—1724), статский советник (1724), действительный статский советник и сенатор (1725), тайный советник (1727), действительный тайный советник (1731), кабинет-министр (1731), президент Коллегии Иностранных дел и великий канцлер (1740). Был дважды женат. Его первой женой в 1709 года стала Агриппина Львовна Нарышкина (ум. 1709), дочь боярина Льва Кирилловича Нарышкина и Анны Петровны Салтыковой, и двоюродная сестра царя Петра. В 1710 году вторично женился на Марии Юрьевне Трубецкой (1696—1747), дочери действительного тайного советника князя Юрия Юрьевича Трубецкого.
- Ирина Михайловна Черкасская (ум. 1720), с 1712 года жена боярина, сенатора и генерал-пленепотенциар-кригс-комиссара князя Якова Федоровича Долгорукова (1639—1720).
- Прасковья Михайловна Черкасская, жена генерал-майора Василия Петровича Шереметева (1659—1733), младшего брата фельдмаршала графа Бориса Петровича Шереметева, одного из ближайших сподвижников царя Петра.
- Мария Михайловна Черкасская, жена флота капитан-поручика князя Ивана Яковлевича Лобанова-Ростовского (1687—1740)[2], сына Якова Ивановича Лобанова-Ростовского[3], комнатного стольника царей Федора, Ивана и Петра Алексеевичей
- Анна Михайловна Черкасская (1692—1737), жена с 1731 года статского советника князя Никиты Ивановича Долгорукова.

## Владения
село Марково, с 1704 года получил в приданое за княжной Марфой Яковлевной Одоевской